# Mikael Forssell
Mikael Kaj Forssell (Steinfurt, 15 de março de 1981) é um futebolista da finlandês que atua como atacante. Atualmente, defende o VfL Bochum da Segunda divisão da Bundesliga.

## Carreira
Nascido em Steinfurt, Alemanha Ocidental, e considerado um dos maiores talentos da história do futebol finlandês, Forssell estreou profissionalmente com apenas dezesseis anos. Suas atuações no HJK Helsinki e nas categorias de base da seleção chamaram a atenção dos principais clubes do futebol europeu. Com apenas dezessete anos, no início de 1998 foi contratado pelo Chelsea.
Apesar de demonstrar um grande talento, Forssell não conseguiu uma sequencia como títular na equipe dos Blues, principalmente, devido a grande concorrência de outros jogadores extrangeiros. Acabou sendo emprestado ao Crystal Palace durante sua terceira temporada na equipe do Chelsea. Apesar do pouco tempo nos Eagles, acabou demonstrando seu futebol, fazendo com que a diretoria conseguisse sua permanência por mais uma temporada.
Tendo feito uma ótima temporada no Crystal, onde marcou treze vezes em trinta e nove partidas, acabou retornando ao Chelsea. Mas, como em sua última passagem na equipe, não conseguiu uma vaga de títular, consequentemente, não demonstrando seu futebol. No meio da segunda temporada de sua volta, foi emprestado ao Borussia Mönchengladbach, da Alemanha. Atuando no futebol alemão, apesar do ritmo diferente do inglês, teve atuações destacadas, marcando sete vezes em apenas doze partidas.
Apesar do interesse de permanecer no Borussia, retornou ao Chelsea, mas permanecendo apenas um mês. Foi emprestado ao Birmingham City, onde teve uma temporada de destaque, marcando dezessete vezes em trinta e duas partidas. Foi ainda eleito o melhor jogador de março. Com sua grande temporada, o Birmingham garantiu sua permanência para a temporada seguinte, mas Forssell não teve a mesma sorte. Acabou se lesionando no início da temporada, tendo disputado apenas quatro partidas até então, perdendo o restante da temporada.
Acabou sendo dispensado pelo Birmingham e retornou no início de 2005 ao Chelsea, onde permaneceu até o fim da temporada. Sem interessente da diretoria dos Blues em sua permanência, acabou sendo vendido ao Birmingham City por três milhões de euros. Mesmo fazendo algum tempo desde sua lesão, Forssell acabou não conseguindo demonstrar boas autações durante a temporada. Na temporada seguinte, em outubro, acabou sofrendo uma nova lesão no joelho, o tirando dos campos até fevereiro do ano seguinte. Após operações nos dois joelhos, acabou retornando.
Na temporada seguinte, durante a pré-temporada, Forssell voltou a demonstrar seu futebol, marcando cinco tentos nos cinco amistosos disputados. Em sua primeira partida oficial, marcou um tento contra o Chelsea, e, nas três partidas seguintes, deu duas assistências. Em 1 de março de 2008, Forssell marcou seu primeiro hat-trick na carreira, na vitória sobre o Tottenham Hotspur (4 a 1), sendo um com o pé esquerdo, outro com o pé direito e, por fim, um de cabeça, sendo considerado depois como um "hat-trick perfeito".
Mesmo tendo voltado a ter boas atuações no Birmingham, Forssell não conseguiu evitar o rebaixamente da equipe. Acabou no final da temporada, após seu contrato expirar, assinando um contrato com o Hannover 96, da Alemanha com duração de três temporadas. Durante a pré-temporada, Forssell marcou impressionantes dez gols, sendo um hat-trick em apenas oito minutos, contra o amador Boffzen. A partida teminou com uma esmagadora vitória por vinte e três a zero.

## Seleção finlandesa
Tendo representado a Finlândia nas categorias de base, participou do Campeonato Mundial Sub-20 de 2001. Apesar da disputa do mundial de 2001, Forssell já defendia a seleção principal desde 1999. Sua estreia aconteceu em 9 de junho de 1999, contra a Moldávia. Porém, seu primeiro gol saiu apenas em 28 de fevereiro de 2001, na partida contra Luxemburgo. Na seleção, Forssell também fez uma parceria de sucesso com Jari Litmanen, onde foram responsáveis pela maioria das vitórias da equipe.